# Blackridge
Blackridge (Black Ridge), er et bjerg beliggende ved den tidligere Sondrestrom Air Base, nu Kangerlussuaq, i Grønland. Blackridge er et såkaldt Ravnebjerg, og er karakteriseret ved sine meget stejle skrænter, hvilket gør det nødvendigt at benytte firehjulstrukne køretøjer for at komme op. Blackridge har tidligere huset militære installationer, herunder sender- og modtagerudstyr tilhørende kontroltårnet ved United States Air Forces, samt en TACAN (Tactical Air Navigation).
Hvad der findes af moderne elektronisk kommunikationsudstyr på Blackride nu 2012, vides ikke, da USAF har forladt stedet 1992.